# 帷子ノ辻駅
帷子ノ辻駅（かたびらのつじえき）は、京都府京都市右京区太秦帷子ケ辻町にある京福電気鉄道の停留場。嵐山本線と北野線の2路線が接続している。駅ナンバリングはA8。
付近の地名は「太秦帷子ケ辻町」だが、駅名の表記は「帷子ノ辻」である。

## 歴史
- 1926年（大正15年）3月10日：京都電燈が経営する嵐山電鉄北野線の高雄口（現在の宇多野） - 帷子ノ辻間の開通時に開業[2]。嵐山本線との接続地点となる。
- 1942年（昭和17年）3月2日：路線継承により京福電気鉄道の停留場となる[2]。
- 1973年（昭和48年）3月21日：駅ビル竣工。
- 2011年（平成23年）3月12日：1番ホーム南側に地上改札口を設置し、地下改札口を閉鎖。1番ホームと2 - 4番ホームを結ぶ構内踏切を設置。

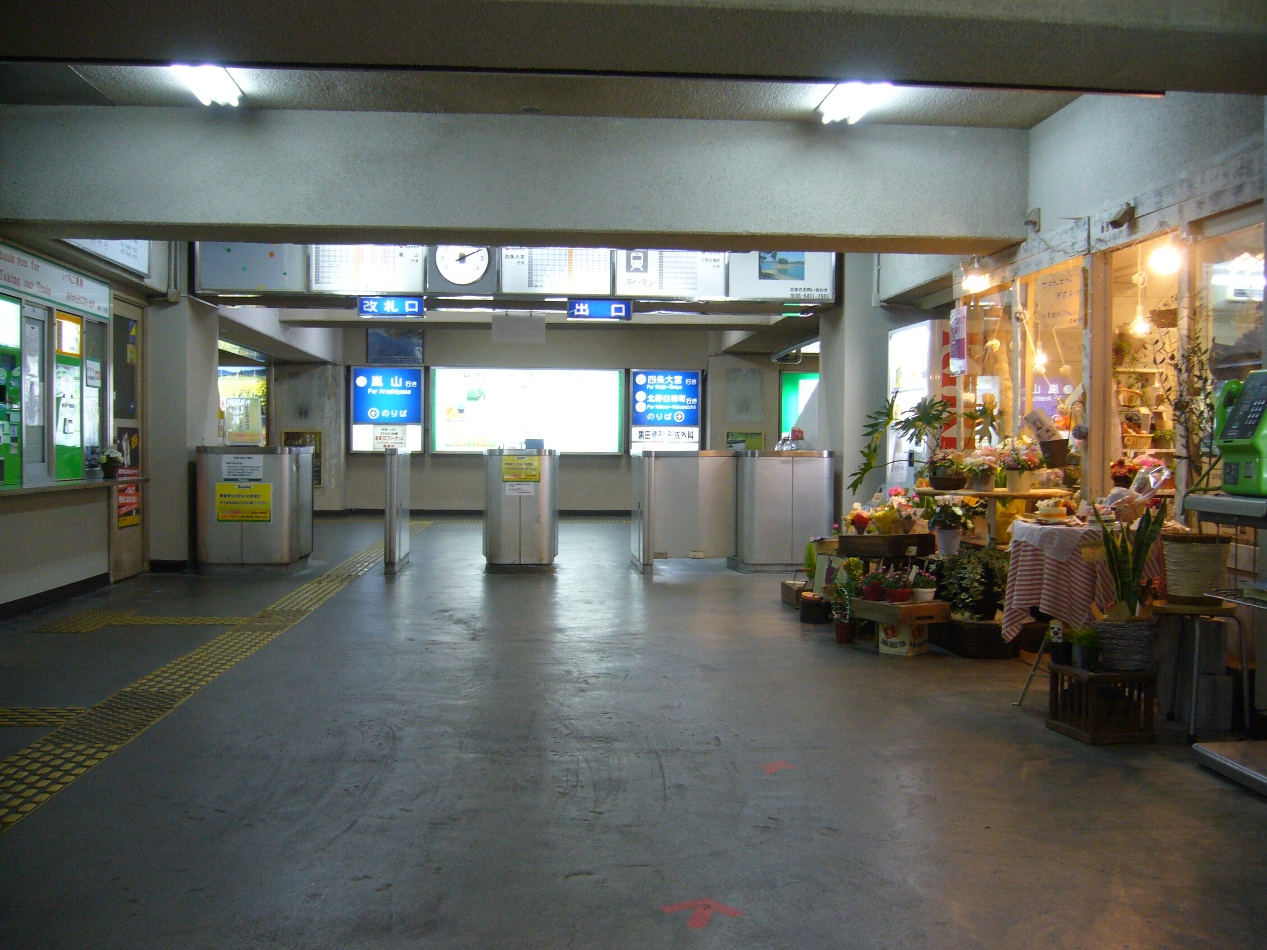
旧地下改札口（2009年1月）
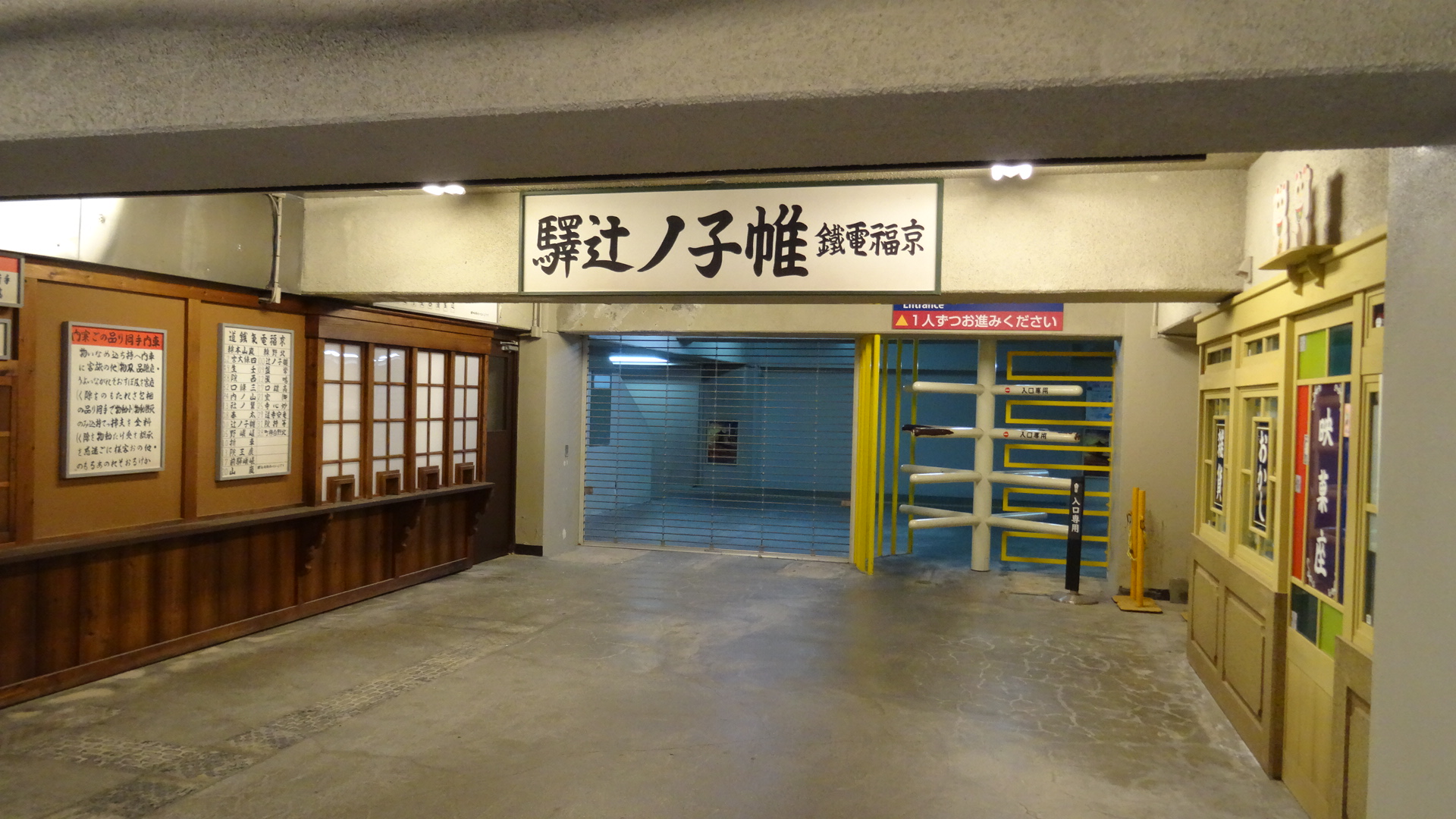
地下改札閉鎖後（2023年4月）

## 停留場構造
単式・島式ホーム各1面の計2面4線の地上駅。単式ホーム（1番線）と島式ホーム（2 - 4番線）間は構内踏切や地下道で連絡し、2 - 4番線は同一ホーム上で乗り換えできる。1番線と相対する2番線の反対側に4番線があり、2番線の東方に切り欠き式ホームの3番線がある。改札口は1番線に面した南側地上にある。自動改札機は設置されておらず、有人改札であり、ICカードの簡易処理機が手押し車に載せられた状態で置かれている。
かつては地下に改札口と駅務室があったが、2011年にバリアフリー化の為に停留場南側地上に移設された。旧改札口には、入場のみ可能なゲートが設置されている。
ホーム全体を覆う形で京福電鉄のビル「ランデンプラザ帷子」があり、スーパーなどの小売店が入っている。もともと線路の北側にのみ店舗入り口があったが、停留場南側に新設の改札口が設置されたために、改札口のすぐ前に階段のみの店舗入り口が作られている。

### のりば
| 番線 | 路線      | 方向 | 行先           |
| ---- | --------- | ---- | -------------- |
| 1    | ■嵐山本線 | 下り | 嵐山方面       |
| 2    | ■嵐山本線 | 上り | 四条大宮方面   |
| 3    | ■北野線   | -    | 北野白梅町方面 |
| 4    | ■北野線   | -    | 北野白梅町方面 |

- 嵐山本線と北野線は4番線のみつながっている。嵐山本線四条大宮方面と北野線北野白梅町方面を直通する場合、到着後一旦嵐山方に引上げ、本線上で折り返し、各方向のホームに入線する。

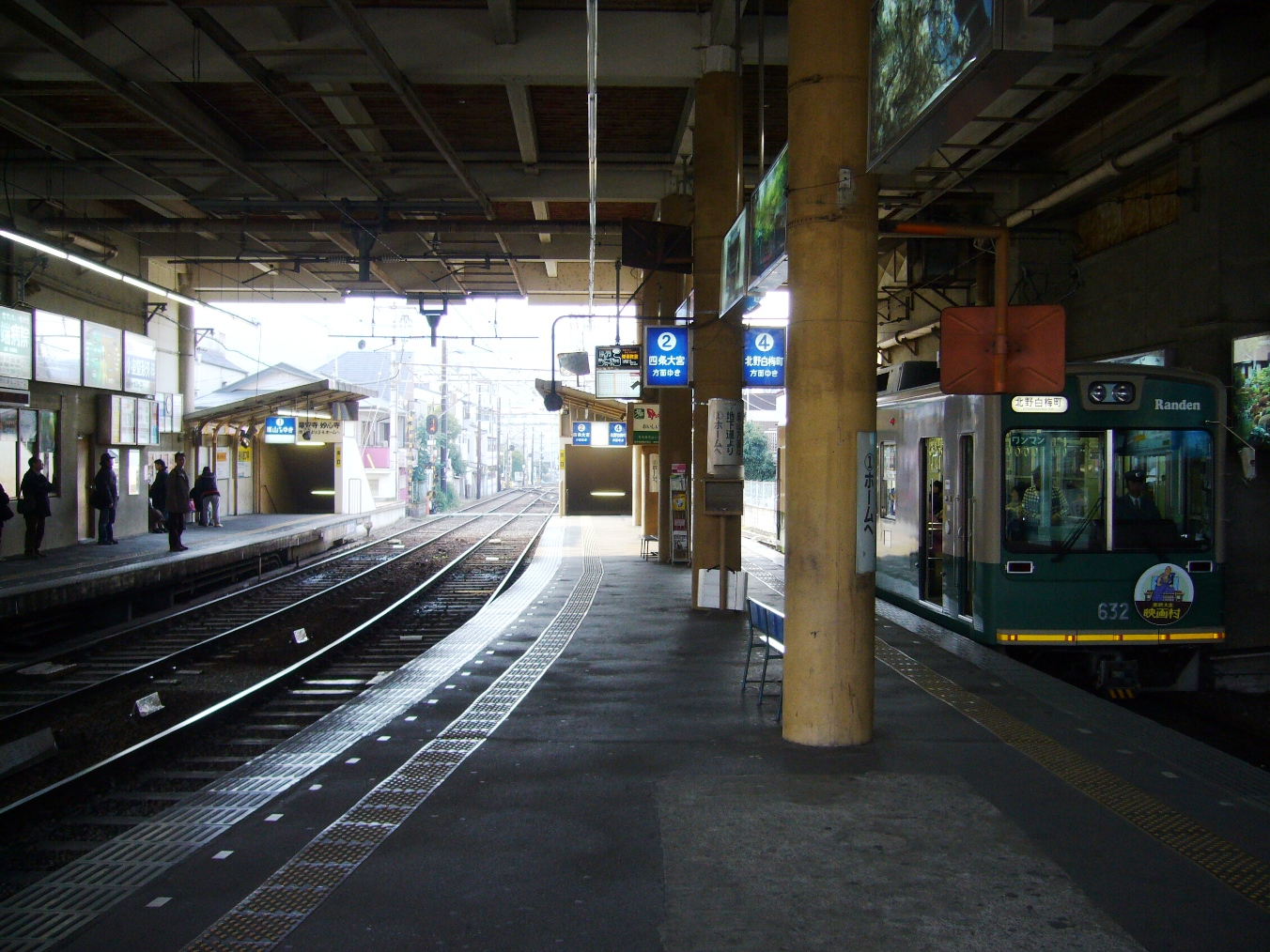
ホーム。奥に渡り線がある（2009年3月）

## 停留場周辺
- 太秦駅（JR嵯峨野線）
- 松竹撮影所
- 京都市立蜂ヶ岡中学校
- 京都府道112号二条停車場嵐山線
- 桓武天皇皇子仲野親王高畠墓（6世紀の前方後円墳）

## 隣の停留場
京福電気鉄道
■嵐山本線
太秦広隆寺駅 (A7) - 帷子ノ辻駅 (A8) - 有栖川駅 (A9)
■北野線
撮影所前駅 (B1) - 帷子ノ辻駅 (A8)
- 括弧内は駅番号を示す。当駅では2016年に撮影所前駅が開業するまでは、嵐山本線と北野線の2種類の駅番号があった。